# بخش ایرود
بخش ایرود (به انگلیسی: Erode district) یک بخش در هند است که در تامیل نادو واقع شده‌است. بخش ایرود ۵٬۷۲۲ کیلومتر مربع مساحت و ۲٬۲۵۱٬۷۴۴ نفر جمعیت دارد.